# Secretaria General d'Agricultura i Alimentació
La Secretaria General d'Agricultura i Alimentació és una secretaria general espanyola depenent del Ministeri d'Agricultura, Pesca i Alimentació responsable de la Política Agrícola Comuna (PAC), la política de desenvolupament rural, la política forestal, la política de regadius i el desenvolupament i coordinació de les relacions multilaterals en el marc de les polítiques agroalimentàries, la recerca i innovació en el sector agrari, alimentari i forestal, i el sistema alimentari.
Li correspon així mateix, la definició, proposta i execució de les polítiques del Ministeri referents a indústries i mercats alimentaris, recursos agrícoles i ramaders, sanitat animal i vegetal, acords sanitaris i fitosanitaris amb tercers països, ordenació territorial, desenvolupament rural, qüestions horitzontals de la Política Agrària Comuna i relacions bilaterals i multilaterals en matèria agroalimentària.

## Funcions
Les funcions específiques de la Secretaria General es regulen en l'article 2 del Reial decret 904/2018, i són:
- L'exercici de les funcions atribuïdes al Ministeri en matèria de produccions i mercats agrícoles i ramaders, concentració de l'oferta, sanitat animal i vegetal, així com la planificació, direcció i coordinació de les polítiques actives del departament en matèria de modernització d'explotacions agropecuàries, desenvolupament rural, desenvolupament territorial, indústries i mercats alimentaris.
- La determinació dels criteris que permetin establir la posició espanyola davant la Unió Europea i en els Acords de la mateixa amb tercers països que tinguin contingut agrari i alimentari, sense perjudici de les competències d'altres departaments ministerials.
- El desenvolupament de les accions dirigides al foment dels cultius agroenergètics amb criteris de sostenibilitat.
- Les relacions institucionals amb les organitzacions professionals i altres entitats representatives dels sectors agrari i alimentari, sense perjudici de les competències de la Sotssecretaria del departament, i la determinació dels criteris que permetin establir la posició espanyola davant la Unió Europea i altres organitzacions i fòrums internacionals en les matèries competència de la Secretaria General. Igualment, li competeix la promoció d'estudis i campanyes publicitàries sectorials.
- El desenvolupament i coordinació de les qüestions horitzontals de la PAC, especialment les referents a l'Organització Comuna de Mercats dels Productes Agraris i als pagaments directes, tant acoblats com desacoblats, de la PAC i a les mesures de suport de la política de desenvolupament rural.
- La tutela funcional de les Societats Mercantils Estatals MERCASA S.M.E. i CETARSA S.M.E., així com de la Fundació CETAL i la coordinació de les relacions institucionals i l'actuació del Departament en relació amb les mateixes.

## Estructura
De la Secretaria General depenen els següents òrgans:
- Direcció general de Produccions i Mercats Agraris.
- Direcció general de Sanitat de la Producció Agrària.
- Direcció general de Desenvolupament Rural, Innovació i Política Forestal.
- Direcció general de la Indústria Alimentària.
- ubdirecció General de Suport i Coordinació.

### Organismes adscrits
- El Fons de Garantia Agrària, O. A. (FEGA).
- L'Agència d'Informació i Control Alimentaris, O. A. (AICA).

## Llista de secretaris generals
- Fernando Miranda Sotillos (2018-)[2]
- Carlos Cabanas Godino (2014-2018)[3]
- Isabel García Tejerina (2012-2014)[4]
- Josep Puxeu i Rocamora (2005-2008)[5]
- Fernando Moraleda Quílez (2004-2005)
- Isabel García Tejerina (2000-2004)
- Carlos Díaz Eimil (1996-2000)